# Třída Argo
Třída Argo byla třída středních ponorek italského královského námořnictva. Celkem byly postaveny dvě jednotky této třídy. Ve službě v italském námořnictvu byly v letech 1937–1943. Účastnily se bojů druhé světové války. Obě byly ve válce ztraceny.

## Stavba
Roku 1931 Portugalsko objednalo stavbu dvou ponorek od italské loděnice Cantieri Riuniti dell'Adriatico (CRDA) v Monfalcone. Když byly ponorky téměř hotové, Portugalsko zakázku zrušilo. Mohlo to být kvůli nedostatku financí nebo ochlazení vztahů mezi oběma státy po italské invazi do Etiopie. Ponorky následně odkoupila italská vláda, aby byly dokončeny pro italské námořnictvo. Do služby byly přijaty roku 1937. Dalším vývojem konstrukce později vznikly ponorky třídy Flutto.
Jednotky třídy Argo:
| Jméno   | Založení kýlu | Spuštěna           | Vstup do služby | Poznámky                                                     |
| ------- | ------------- | ------------------ | --------------- | ------------------------------------------------------------ |
| Argo    | říjen 1931    | 27. listopadu 1936 | srpen 1937      | Dne 11. září 1943 v Monfalcone potopena vlastní posádkou.    |
| Velella | říjen 1931    | 12. prosince 1936  | září 1937       | Dne 7. září 1943 potopena britskou ponorkou HMS Shakespeare. |

## Konstrukce
Ponorky měly částečně dvoutrupou koncepci. Nesly čtyři příďové a dva záďové 533mm torpédomety se zásobou 10 torpéd. Dále nesly jeden 100mm kanón a čtyři protiletadlové 13,2mm kulomety Breda Model 1931. Pohonný systém tvořily dva diesely Fiat o výkonu 1500 bhp a dva elektromotory CRDA o výkonu 800 bhp, pohánějící dva lodní šrouby. Nejvyšší rychlost dosahovala 14 uzlů na hladině a 8 uzlů pod hladinou. Dosah byl 5300 námořních mil při rychlosti 14 uzlu na hladině a 100 námořních mil při rychlosti 3 uzly pod hladinou. Operační hloubka ponoru dosahovala 90 metrů.